# Yerson Opazo
Yerson Flavio Opazo Riquelme (Villarrica, 24 dicembre 1984) è un calciatore cileno, difensore del Curicó Unido.

## Caratteristiche tecniche
È un Difensore.